# Jonas Phijffers
Jonas Phijffers, född den 20 juni 2003, är en nederländsk friidrottare som tävlar i kortdistanslöpning.

## Karriär
Jonas Phijffers tog vid U23-EM 2025 guld på 400 meter.